# وسترفلده
وسترفلده (به هلندی: Westervelde) یک منطقهٔ مسکونی در هلند است که در نوردن‌فلد واقع شده‌است. وسترفلده ۱۵۸ نفر جمعیت دارد.